# Oodera obscura
Oodera obscura är en stekelart som beskrevs av John Obadiah Westwood 1874. Oodera obscura ingår i släktet Oodera och familjen puppglanssteklar. Inga underarter finns listade i Catalogue of Life.